# Mūsā al-Kāzim

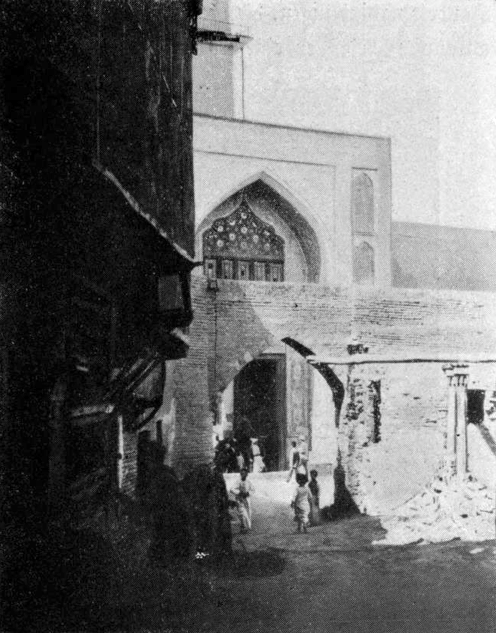
Mausoleul lui Mūsā al-Kāzim din al-Kazimiyya, fotografie de Sven Hedin 1918.

Mūsā ibn Dschaʿfar al-Kāzim (în arabă موسى بن جعفر الكاظم,Mūsā ibn Ǧaʿfar al-Kāẓim; născut la 8 noiembrie 745 în al-Abwā' între Mecca și Medina; decedat la 1 septembrie 799 în Bagdad) a fost un urmaș al Profetului Mohammed și al șaptelea imam al duodecimanilor. Perioada imamatului său a durat 35 de ani.

## Biografie
Mūsā al-Kāzim s-a născut în timpul luptelor pentru putere dintre omeiazi și abbasizi . Mama sa, Hamīda bint Saʿīd, era o sclavă berberă care fusese cumpărată de la un negustor de sclavi berber. Mūsā avea doar patru ani când Abu l-Abbas as-Saffah⁠(d) a urcat pe tron ca primul calif Abbasid. Conform unei surse zaidite, el a participat în anul 762 la revolta condusă de Muhammad an-Nafs az-Zakīya⁠(d) împotriva abasizilor. 
După moartea tatălui său, Dschaʿfar as-Sādiq, sub domnia califului al-Mansur, a avut loc o scindare între șiiții duodecimani. O parte din ei l-au considerat pe fiul cel mare al lui Dschaʿfar, Ismā'īl, care murise deja înaintea tatălui său, ca fiind succesorul său legitim.  O altă grupare, foarte numeroasă, l-a recunoscut pe ʿAbdallāh al-Aftah, al doilea fiu al lui Dschaʿfar, ca fiind imamul legitim. O a treia grupare a respins imamatul lui ʿAbdallāh din cauza lipsei sale de învățătură și a aroganței, și a susținut că Mūsā era imamul  legitim. Această grupare era compusă în special din șiiți învățați, cum ar fi teologul Hischām ibn al-Hakam.  Când ʿAbdallāh al-Aftah a murit după doar 60 de zile, fără a avea un fiu, adepții săi s-au alăturat lui Mūsā. Unii credeau că ʿAbdallāh nu a fost imamul  adevărat datorită morții sale timpurii, în timp ce alții susțineau că ʿAbdallāh transferase imamatul în mod corespunzător fratelui său înainte de moarte. Această a doua grupare, care l-a inclus pe ʿAbdallāh al-Aftah în lanțul imamilor, a fost numită Futhīya sau Fathīya. 
Deși Mūsā al-Kāzim a urmat o politică chibzuită, a fost presat de califii abbasizi. Califul al-Mahdī (r. 775–785) l-a închis pentru o perioadă în Bagdad, dar l-a eliberat după ce Mūsā a promis că nu va întreprinde niciodată o revoltă împotriva lui sau a urmașilor săi.  În 795/6, califul Hārūn ar-Rashīd l-a adus din nou pe Mūsā din Medina la Bagdad, unde a trăit până la moarte în casa lui as-Sindī ibn Schāhik, în condiții similare cu arestul la domiciliu.  Unii dintre adepții săi sperau că el va conduce o revoltă ca Qā'im . La moartea sa, în anul 799, a lăsat în urmă 18 fii și 15 fiice, toți născuți din sclave. 

## Speculații după moartea sa
Moartea lui Mūsā al-Kāzim, la care niciunul dintre adepții săi nu a asistat, a provocat o nouă criză de succesiune în comunitatea șiiților duodecimani. Un număr mare dintre adepții și reprezentanții săi din diferite regiuni credeau că el nu murise, ci doar se ascunsese, urmând să revină curând în lume ca Qāʾim.  Un mawālá al Banū Asad pe nume Muhammad ibn Bashir a susținut că este locțiitorul și împuternicitul lui Mūsā.  Doxograful imamit al-Qummī, care și-a scris „Cartea doctrinelor și sectelor” ( Kitāb al-Maqālāt wa-l-firaq ) înainte de 905, relatează că Muhammad ibn Baschīr poseda trucuri de scamatorie și afirma că Mūsā al-Kāzim era Dumnezeu. El ar fi fost inițial vizibil printre oameni, apoi s-ar fi retras din fața privirilor lor, deși continua să fie printre ei. 
Unii dintre adepții lui Mūsā l-au recunoscut pe fiul său, ʿAlī ar-Ridā ca succesor după moartea sa. Însă adepții lui Muhammad ibn Baschīr au contestat imamatul acestuia, considerând pretenția sa o minciună.  Ei credeau că, în timpul absenței sale, Mūsā l-a numit pe Muhammad ibn Baschīr ca locțiitor al său, înzestrându-l cu toate puterile, și că acesta era adevăratul imam după el.
Autorii duodecimani au încercat să găsească o explicație favorabilă pentru această scindare a comunității lor. Ei susțineau că, la momentul morții lui Mūsā al-Kāzim, reprezentanții săi din diferite orașe acumulaseră sume substanțiale de bani, pe care, din cauzacaptivității imamului, nu le puteau trimite acestuia. Pentru a păstra aceste sume pentru ei înșiși, au negat moartea sa și au afirmat că el va reveni într-o zi.
În timp, cei mai mulți dintre șiiții duodecimani l-au acceptat pe ʿAlī ar-Ridā ca adevăratul imam. Aceștia au fost numiți Qaṭʿīya de ceilalți șiiți, aparent pentru că acceptau cu siguranță ( qaṭʿan ) că Mūsā al-Kāzim murise. 

## Mormântul lui Mūsā al-Kāzim
Mūsā al-Kāzim este înmormântat împreună cu nepotul său, viitorul imam Muhammad at-Taqi, în al-Kazimiyya, un cartier din nord-estul Bagdadului care poartă numele său.

## Literatură
Surse arabe
- Saʿd ibn ʿAbdallāh al-Ašʿarī al-Qummī: Kitāb al-Maqālāt wa-l-firaq. Ed. Muḥammad Ǧawād Maškūr. Maṭbaʿat-i Ḥaidarī, Teheran, 1963. pp. 91–95.

Literatură de specialitate
- Heinz Halm: Gnoza islamică. Șiții extremi și alauții. Artemis, Zurich/München, 1982. p. 233–239.
- E. Kohlberg: Mūsā al-Kāẓim în The Encyclopaedia of Islam. Noua Ediție Vol. VII, p. 645b-648b.
- Hossein Modarressi: Criză și consolidare în perioada formativă a islamului șiit. Abū Jaʿfar ibn Qiba al-Rāzī și contribuția sa la gândirea imāmite șiită. Darwin Press, Princeton, New Jersey, 1993. pp. 59–62.